# Бакнер, Дефорест
Дефорест Джордж Бакнер (англ. DeForest George Buckner, 17 марта 1994, Ваианаэ, Гавайи) — игрок в американский футбол, выступающий на позиции дефенсив тэкла в клубе НФЛ «Индианаполис Колтс». На студенческом уровне играл за команду Орегонского университета. Признавался Игроком года в защите конференции Pac-12 в сезоне 2015 года. Участник Пробоула в сезоне 2018 года.

## Биография
Дефорест родился 17 марта 1994 года в Ваианаэ на западе острова Оаху в семье афроамериканца Джорджа Бакнера и самоанки Марии. Он окончил школу Пунахоу в Гонолулу. За школьную футбольную команду Дефорест играл на позиции ди-энда, в 2011 году вместе с ней стал финалистом плей-офф. Также он играл в баскетбол, признавался Игроком года в штате Гавайи. В январе 2012 года Бакнер поступил в Орегонский университет.

### Любительская карьера
На момент поступления в университет Бакнер занимал 126 место в рейтинге самых перспективных игроков по версии сайта Scout.com. В дебютном сезоне в NCAA он сыграл в тринадцати матчах команды, два начал в стартовом составе. По итогам года ему вручили награду лучшему игроку, проводящему в команде первый год. По ходу сезона 2013 года Дефорест стал игроком основного состава Орегон Дакс, занял второе место среди линейных защиты по количеству сделанных захватов.
В сезоне 2014 года Бакнер сыграл в пятнадцати матчах, в каждом из которых делал как минимум один захват. «Орегон» стал победителем турнира конференции Pac-12, в финале против «Аризоны» на его счету было восемь захватов. По итогам года он также был признан лучшим линейным защиты в команде. В 2015 году Дефорест сделал 10,5 сэков и 17 захватов с потерей ярдов. После завершения сезона он вошёл в символические сборные конференции и NCAA, стал одним из шести претендентов на награду Теда Хендрикса, вручаемую лучшему ди-энду студенческого футбола. Также Бакнера признали Игроком года в защите в конференции Pac-12. Он стал вторым в истории университета лауреатом этого приза.

#### Статистика выступлений в NCAA
| Сезон | Команда     | Игры | Захваты | Захваты | Захваты | Захваты | Захваты | Перехваты | Перехваты | Перехваты | Перехваты | Перехваты | Фамблы | Фамблы | Фамблы | Фамблы |
| Сезон | Команда     | Игры | Solo    | Ast     | Tot     | Loss    | Sk      | Int       | Yds       | Y/R       | TD        | PD        | FR     | Yds    | TD     | FF     |
| ----- | ----------- | ---- | ------- | ------- | ------- | ------- | ------- | --------- | --------- | --------- | --------- | --------- | ------ | ------ | ------ | ------ |
| 2012  | Орегон Дакс | 13   | 15      | 14      | 29      | 2,5     | 1,0     | 0         | 0         | 0,0       | 0         | 0         | 0      | 0      | 0      | 0      |
| 2013  | Орегон Дакс | 12   | 13      | 26      | 39      | 3,5     | 2,5     | 0         | 0         | 0,0       | 0         | 1         | 1      | 0      | 0      | 1      |
| 2014  | Орегон Дакс | 15   | 36      | 45      | 81      | 13,0    | 4,0     | 0         | 0         | 0,0       | 0         | 4         | 0      | 0      | 0      | 1      |
| 2015  | Орегон Дакс | 13   | 45      | 38      | 83      | 17,0    | 10,5    | 0         | 0         | 0,0       | 0         | 5         | 1      | 0      | 0      | 0      |
| Всего | Всего       | 53   | 109     | 123     | 232     | 36,0    | 18,0    | 0         | 0         | 0,0       | 0         | 10        | 2      | 0      | 0      | 2      |

### Профессиональная карьера
На драфте НФЛ 2016 года Бакнер был выбран под общим седьмым номером клубом «Сан-Франциско Фоти Найнерс». Главный тренер команды Чип Келли работал с ним в университете в 2012 году. Также в составе клуба выступал бывший партнёр Дефореста по «Орегону» Арик Армстед. Шестого мая Бакнер подписал с клубом четырёхлетний контракт на общую сумму 18,2 млн долларов.
В регулярном чемпионате 2016 года Бакнер сыграл в пятнадцати матчах команды, пропустив одну игру из-за травмы ноги. На поле он провёл 1 006 снэпов, больше любого другого линейного защиты в НФЛ. Он сделал шесть сэков и восемнадцать раз атаковал квотербека соперников, став лучшим в составе «Сан-Франциско» по этим показателям. Несмотря на это, защита команды стала худшей в лиге и позволила оппонентам набрать максимальное в своей истории число ярдов выносом. В межсезонье в «Фоти Найнерс» пришёл новый тренер линии защиты Джефф Згонина, после чего Бакнер перешёл с позиции ди-энда на место тэкла слабой стороны.
В 2017 году Бакнер закрепился в статусе одной из главных молодых звёзд лиги. В играх регулярного чемпионата он девятнадцать раз атаковал квотербеков, став лучшим в НФЛ по этому показателю. В то же время Бакнер лишь трижды заканчивал эти прорывы сэками. Из-за не самой высокой результативности действий он не попал в число участников Пробоула и список ста лучших игроков НФЛ 2017 года. Чемпионат 2018 года клуб провёл неудачно, но Бакнер продолжил прогрессировать. Он сделал больше сэков, чем за первые два сезона своей карьеры и впервые вошёл в число участников Пробоула.
В 2019 году Бакнер был лидером защиты «Сан-Франциско», сделав 7,5 сэков и 62 захвата. Команда выиграла чемпионат НФК, а в Супербоуле LIV проиграла «Канзас-Сити Чифс». По итогам сезона он был признан Самым ценным игроком в составе «Фоти Найнерс». Несмотря на это, клуб не стал подписывать с ним новый контракт. Бакнер был обменян в «Индианаполис» на выбор в первом раунде драфта 2020 года. После перехода он подписал с «Колтс» новое четырёхлетнее соглашение на общую сумму 84 млн долларов.

#### Статистика выступлений в НФЛ

##### Регулярный чемпионат
| Сезон | Команда                    | Игры | Захваты | Захваты | Захваты | Захваты | Захваты | Перехваты | Перехваты | Перехваты | Перехваты | Перехваты | Фамблы | Фамблы | Фамблы | Фамблы |
| Сезон | Команда                    | Игры | Solo    | Ast     | Tot     | Loss    | Sk      | Int       | Yds       | Y/R       | TD        | PD        | FR     | Yds    | TD     | FF     |
| ----- | -------------------------- | ---- | ------- | ------- | ------- | ------- | ------- | --------- | --------- | --------- | --------- | --------- | ------ | ------ | ------ | ------ |
| 2016  | Сан-Франциско Фоти Найнерс | 15   | 43      | 30      | 73      | 7       | 6,0     | 0         | 0         | 0,0       | 0         | 1         | 2      | 0      | 0      | 0      |
| 2017  | Сан-Франциско Фоти Найнерс | 16   | 45      | 16      | 61      | 5       | 3,0     | 0         | 0         | 0,0       | 0         | 5         | 0      | 0      | 0      | 1      |
| 2018  | Сан-Франциско Фоти Найнерс | 16   | 44      | 23      | 67      | 17      | 12,0    | 0         | 0         | 0,0       | 0         | 3         | 1      | 0      | 0      | 0      |
| 2019  | Сан-Франциско Фоти Найнерс | 16   | 34      | 28      | 62      | 9       | 7,5     | 0         | 0         | 0,0       | 0         | 2         | 4      | 12     | 1      | 2      |
| Всего | Всего                      | 63   | 166     | 97      | 263     | 38      | 28,5    | 0         | 0         | 0,0       | 0         | 11        | 7      | 12     | 1      | 3      |

##### Плей-офф
| Сезон | Команда                    | Игры | Захваты | Захваты | Захваты | Захваты | Захваты | Перехваты | Перехваты | Перехваты | Перехваты | Перехваты | Фамблы | Фамблы | Фамблы | Фамблы |
| Сезон | Команда                    | Игры | Solo    | Ast     | Tot     | Loss    | Sk      | Int       | Yds       | Y/R       | TD        | PD        | FR     | Yds    | TD     | FF     |
| ----- | -------------------------- | ---- | ------- | ------- | ------- | ------- | ------- | --------- | --------- | --------- | --------- | --------- | ------ | ------ | ------ | ------ |
| 2019  | Сан-Франциско Фоти Найнерс | 3    | 9       | 3       | 12      | 2       | 2,5     | 0         | 0         | 0,0       | 0         | 0         | 1      | 0      | 0      | 1      |
| Всего | Всего                      | 3    | 9       | 3       | 12      | 2       | 2,5     | 0         | 0         | 0,0       | 0         | 0         | 1      | 0      | 0      | 1      |